# Quai Pierre-Corneille
Le quai Pierre-Corneille est une voie publique de la commune française de Rouen.

## Situation et accès
Le quai Pierre-Corneille est situé rive droite de la Seine, entre le quai de Paris dont la limite est marquée par l'axe pont Pierre-Corneille - rue de la République et le quai de la Bourse par l'axe pont Boieldieu - rue Grand-Pont. La voie ferrée qui longe le quai bas le sépare de la promenade Tabarly.
Des dégagements permettent des perspectives pour apprécier la cathédrale et la halle aux Toiles.
La route départementale D6015, située en haut du quai, occupe les voies de circulation pour automobiles, dans les deux sens, les trémies permettant de ne pas s'arrêter aux carrefours à feux des ponts sur la Seine adjacents.
Le dispositif routier est complété en partie basse du quai par une voie sur berge, à sens unique, vers Cergy-Pontoise - Vernon et Reims - Calais, que l'on emprunte à hauteur des quai Gaston-Boulet / boulevard des Belges.
Rues adjacentes
- Rue du Bac
- Rue de la Tour-de-Beurre

## Origine du nom
Il porte le nom du dramaturge et poète français du XVIIe siècle Pierre Corneille (1606-1684), en relation avec le pont de Pierre historique de la ville, renommé Pont Corneille puis pont Pierre-Corneille.

## Historique

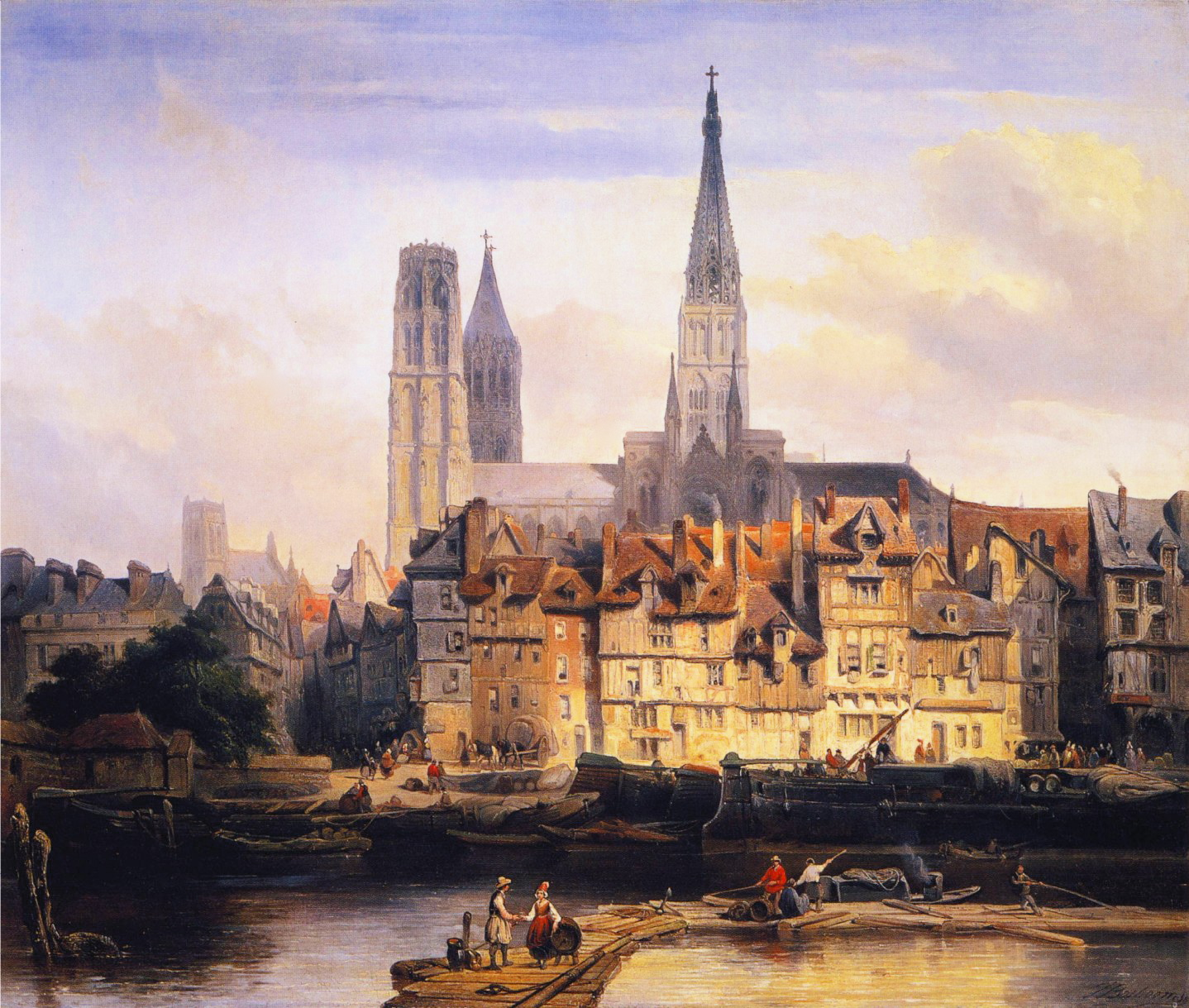
Le Quai de Paris à Rouen par Johannes Bosboom (1839).

Partie du « quai de Paris », c'est une délibération du conseil municipal de 1950 qui le renomme « quai Pierre-Corneille ».
En 1942, alors que plusieurs immeubles sont récupérables, Jacques Gréber ébauche une légère surélévation de 2 m de hauteur sur le quai bas afin de répondre à la question de la séparation des trafics urbain et portuaire.  
Un quai haut d'une autre nature est réalisé après-guerre lors de la Reconstruction de Rouen, répondant à «l'ahurissant projet de Paris Port de mer».

## Bâtiments remarquables et lieux de mémoire
- Trouée entre deux immeubles laissant entrevoir la halle aux Toiles ;
- Trouée au niveau de la rue du Bac donnant une perspective sur la cathédrale ;
- La porte du Bac, se tenant au niveau de la rue éponyme, a été démolie en 1816  ;
- Trouée au niveau de la rue de la Tour-de-Beurre, ce dernier édifice en constituant l'horizon ;
- Façades des quatre immeubles du front de Seine, avec balcons, résultant du plan Gréber de 1947 (îlots 1, 10, 15 et 16[3]) ; leur nombre d'étages limité (R + 5) est un parti pris esthétique donnant une visibilité sur la nef de la cathédrale[4] ; les deux bâtiments de droite ont une façade arrière donnant sur la place de la Basse-Vieille-Tour.
- Trémies à chaque extrémité du quai.